# セルトリズマブ ペゴル
セルトリズマブペゴル（certolizumab pegol, CDP870, tradename, Cimzia）は、UCBが製造するクローン病および関節リウマチの治療用モノクローナル抗体由来製剤である。
日本においては、アステラス製薬が導入し、シムジア皮下注200mgとして2013年3月8日より販売を開始した。

## 効能・効果
- 関節リウマチ
- 既存治療で効果不十分な下記疾患
  - 尋常性乾癬、関節症性乾癬、膿疱性乾癬、乾癬性紅皮症

## 作用
セルトリズマブ・ペゴルは、腫瘍壊死因子α（Tumor necrosis factor-alpha）に対するモノクローナル抗体製剤の一つである。より正確には、ヒト化TNF-α阻害モノクローナル抗体のPEG化抗原結合性Fab'フラグメントである。Fab'断片へポリエチレングリコール(PEG)を付加することで長時間作用する。(半減期は11日前後)

## 治験
陽性結果が、中度と重度のクローン病患者に対するセルトリズマブペゴルと偽薬の2回の第3相臨床試験(PRECiSE 1 and 2)で示されている。これらのデータはセルトリズマブペゴルに良好な耐容性があることを示している。
また、RAPID 1 &a 2第3相実験の予備試験からも良好な結果が報告されている。

## 法的地位
2008年4月22日、アメリカ食品医薬品局が標準的な治療で効き目が現れなかったクローン病患者に対してアメリカ国内においてCimziaを用いることが認可された。
2009年6月26日、欧州医薬品庁（EMEA）の医薬品委員会（CPMP）は認可に対し前向きな意見を公表し、欧州委員会はCimziaの製造承認を行った。製造承認は2009年10月1日にUCB Pharma S.A.に与えられた。